# Acer laxiflorum
Acer laxiflorum — вид клена, ендемік пд.-цн. Китаю. Згідно з Catalogue of Life таксон є синонімом Acer pectinatum subsp. laxiflorum (Pax) A.E.Murray.

## Опис
Acer laxiflorum — невелике дерево. Дерева до 15 метрів заввишки, однодомні. Кора гладка. Гілочки тонкі, голі. Листя опадне: ніжки 4–7 см, запушені; листкова пластинка абаксіально (низ) блідо-зелена, адаксіально темно-зелена й гола, яйцювата, 7–14 × 5–8 см, основа серцеподібна чи майже так, край різко зубчастий з притиснутими зубцями, 3-, рідше 5-лопатева; середня частка довго загострена на верхівці; бічні частки невеликі, верхівково загострені; базальні частки атрофовані. Суцвіття верхівкові, пониклі, китицеподібні, менше 10 квіток, ≈ 4 см, голі, з'являються після листя. Чашолистків 5, довгасті, голі, верхівка тупа. Пелюсток 5, зеленувато-жовті, оберненояйцеподібні, біля основи звужені, верхівка тупа. Тичинок 8, голі, рудиментарні в тичинкових квітках. У зрілому віці плід коричнево-жовтий; горішки плоскі, ≈ 8 мм у діаметрі; крило з горішком 2.5–2.7 × ≈ 1 см, крила розправлені тупо або майже горизонтально. Квітне у квітні, плодить у вересні.

## Поширення
Китай (Юньнань, Сичуань). Росте в змішаних лісах на висотах від 1800 до 2500 метрів. Частиною свого ареалу зустрічається в хмарних лісах.

## Використання
Плоди Acer laxiflorum використовуються в китайській медицині для лікування різних захворювань. Вид іноді зустрічається в садівництві.